# Carl Friedrich Philipp von Martius

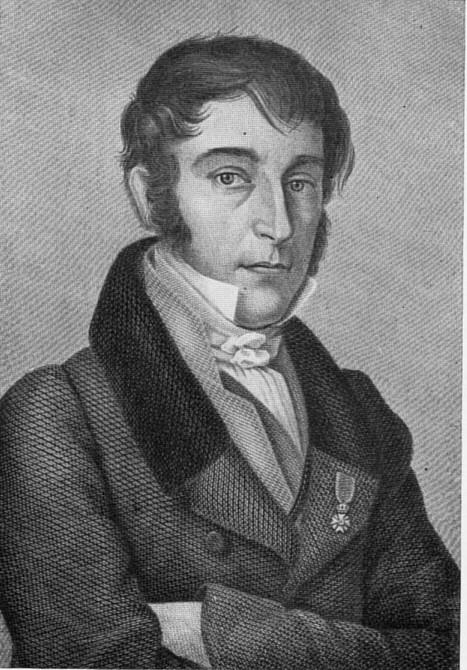
Carl Friedrich Philipp von Martius

Carl Friedrich Philipp Martius, ab 1820 Ritter von Martius, (* 17. April 1794 in Erlangen, Ansbach-Bayreuth; † 13. Dezember 1868 in München, Königreich Bayern) war ein deutscher Naturforscher, Botaniker und Ethnograph. Sein offizielles botanisches Autorenkürzel lautet „Mart.“

## Leben und Wirken

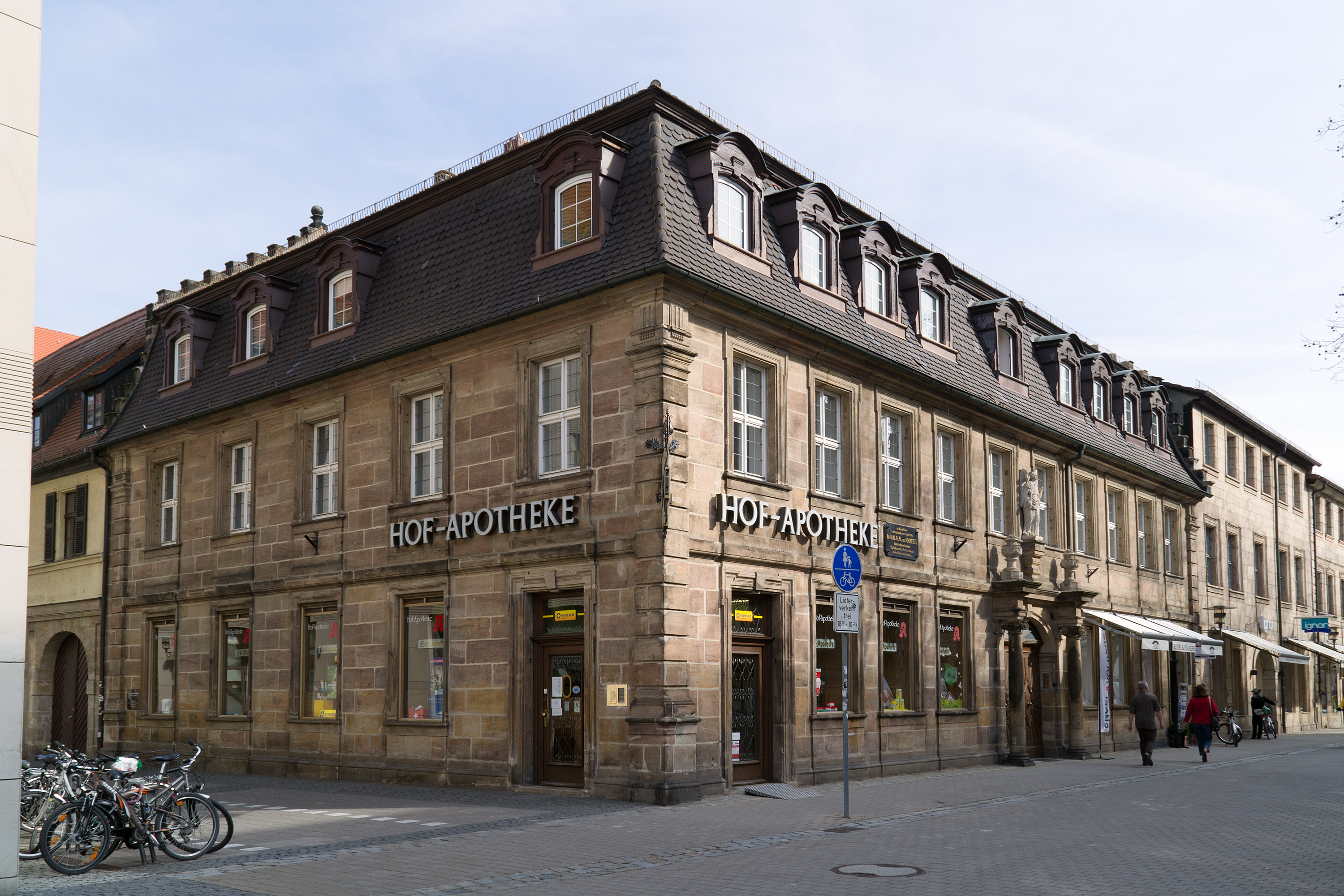
Hof-Apotheke in Erlangen, Geburtshaus von Carl Friedrich Philipp von Martius

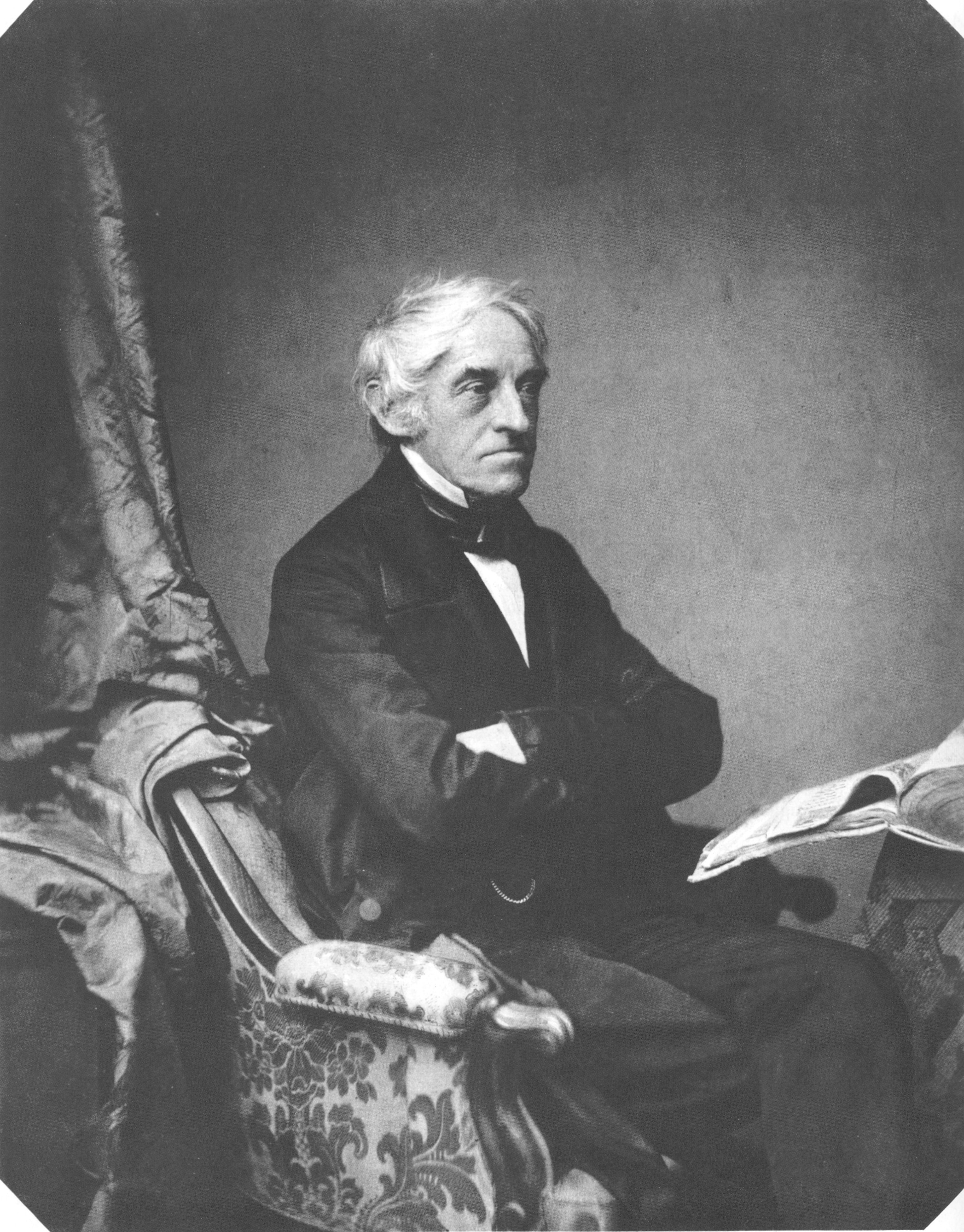
Carl Friedrich von Martius, ca. 1860

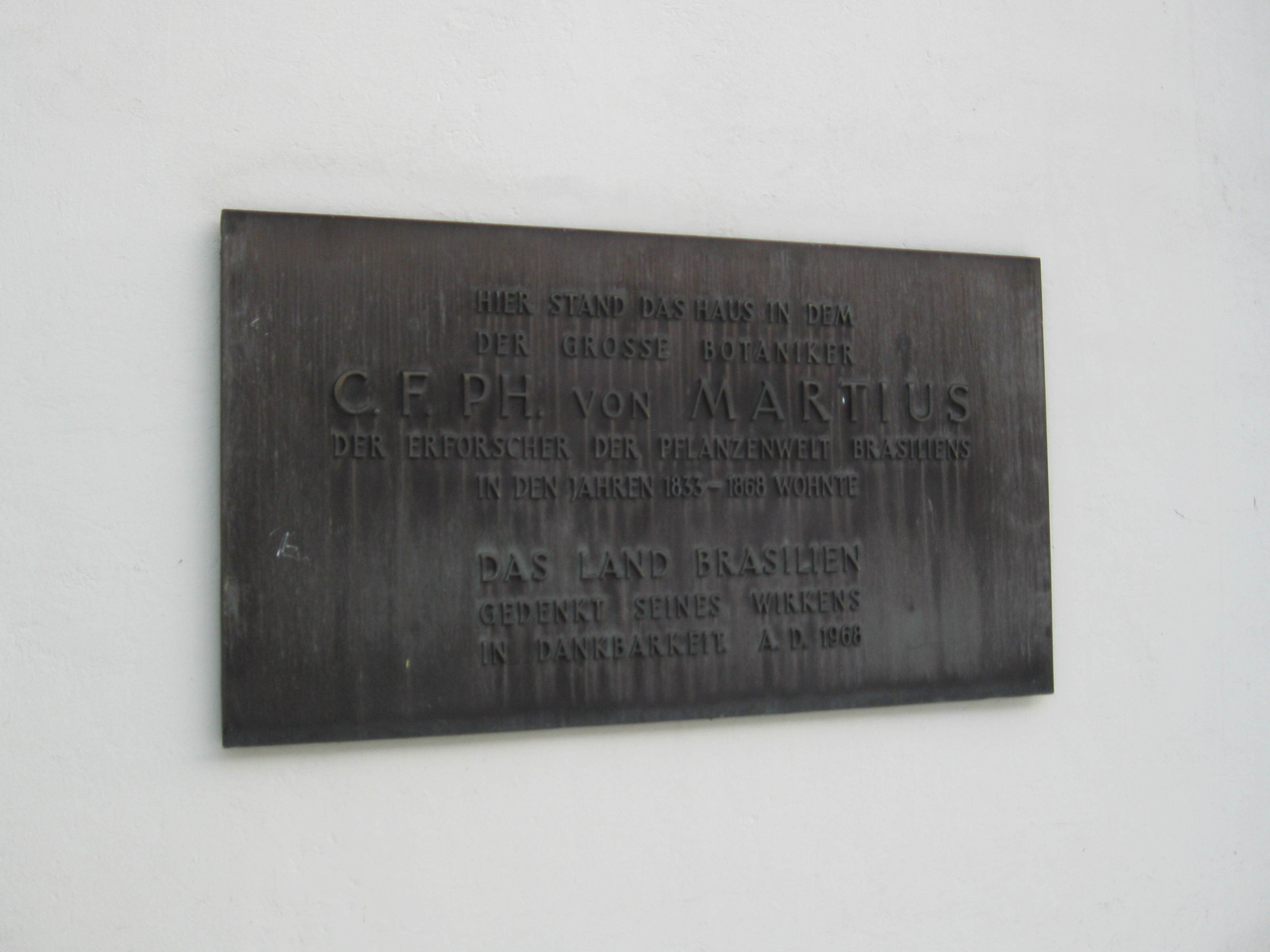
Gedenktafel für Martius an seinem früheren Wohnhaus in München, Barer Straße, südlich des Karolinenplatzes, heute ein Gebäude der Hochschule für angewandte Wissenschaften. Die Tafel wurde auf Initiative des Staates Brasilien angebracht.

Carl Friedrich Philipp von Martius war der Sohn des Erlanger Hofapothekers Ernst Wilhelm Martius (1756–1849), der beginnend ab 1818 der erste Dozent für Pharmazie an der Erlanger Universität war. Der Apotheker und Hochschullehrer Theodor Wilhelm Christian Martius war sein jüngerer Bruder. 1810 nahm Carl Friedrich Philipp von Martius das Studium der Medizin in Erlangen auf. Während seiner Zeit in Erlangen lernte er Franz von Paula Schrank und Johann Baptist von Spix kennen. Angeregt durch diese Bekanntschaft und seinem Hobby, der Botanik, folgend, bewarb er sich 1813 um die Aufnahme des damals an der Bayerischen Akademie der Wissenschaften bestehenden Eleven-Instituts. Nach bestandener Aufnahmeprüfung wurde er am 13. Mai 1814 in das Institut aufgenommen und dem Botaniker Franz von Paula Schrank als Gehilfe bei der Leitung des neu gegründeten Botanischen Gartens unterstellt. Noch im gleichen Jahr promovierte er zum Doktor der Medizin und Chirurgie. 1817, erst 23 Jahre alt, veröffentlichte er sein erstes großes wissenschaftliches Werk, die „Flora cryptogamica Erlangensis“, eine Beschreibung der Pflanzenwelt in und um Erlangen. Im Jahr 1816 wurde er zum Mitglied der Leopoldina gewählt.

### Die Brasilienreise
Von 1817 bis 1820 unternahm Carl Friedrich Philipp von Martius im Auftrag von König Maximilian I. von Bayern zusammen mit Johann Baptist von Spix eine Forschungsreise nach Brasilien. Die Gelegenheit dazu ergab sich, als Maria Leopoldine von Österreich den Kronprinzen und späteren Kaiser von Brasilien, Dom Pedro, heiratete und der bayerische König der österreichischen Erzherzogin zwei Naturforscher als Mitglieder der Österreichischen Brasilien-Expedition empfahl.
Während der Brasilienreise erkundete er unter anderem den Amazonas und unternahm umfangreiche Forschungen zur tropischen Pflanzenwelt. Mit besonderer Aufmerksamkeit widmete er sich hierbei den Palmen, was dazu führte, dass Martius auch als der „Vater der Palmen“ bekannt wurde. Auch mit tropischen Heilpflanzen beschäftigte er sich. Spix und Martius brachten insgesamt 85 Arten Säugetiere, 350 Vögel, 130 Amphibien (nach heutigem Verständnis Amphibien und Reptilien), 116 Fische, 2700 Insekten sowie 6500 Pflanzen und Samenkörner von ihren Reisen mit nach München. Für Wissenschaftler und Biologen bieten viele der mitgebrachten konservierten Tiere und Pflanzen wichtige Informationen, da manche dieser Spezies nicht mehr existieren oder nicht mehr lange existieren werden. Martius und Spix entdeckten auf ihrer Reise zudem die Fossilien der Santana-Formation.
Außerdem erforschte Martius intensiv das Leben, die Kultur und die Sprachen der brasilianischen Indianer, insbesondere der Tupí. Seine ethnographischen Beschreibungen werden heutzutage kritisch gesehen, weil er sich einer rassistischen Physiognomik bediente, für die ihm die Schriften von Christoph Meiners als Vorbild dienten. So schrieb Martius über die indigenen Carirís und Sabujás:

„Sie sind indolent, faul und träumerisch, stumpf für den Antrieb anderer als der niedrigsten Leidenschaften, und stellen auch in ihren kleinlichen Gesichtszügen diesen Zustand von moralischer Verkümmerung dar.“

Andererseits hat Martius in einem Roman, der 1831 als Manuskript vorgefunden und 1992 veröffentlicht wurde, Land und Leute des Amazonasbeckens nicht nur negativ einschätzt, sondern kommt zu einer positiven Gesamtbewertung, die er seinem Protagonisten in den Mund legt (S. 146):

„Was ich vor Allem gewonnen, ist die Achtung vor einer Menschheit, die mir sonst nur wie ein verworfener Haufe von Unglücklichen erschienen war. Ja, der Mensch ist nicht blos überall derselbe an Gemüth und Geist; überall ist er auch organisirt für sein Glück. […] In der Tath, ein hoher Gewinn, ein wahrer Segen ist meine höhere Achtung, darum meine wärmere Liebe zu a l l e n Menschen, wie immer ihre Haut gefärbt sey! […].“

Martius brachte aus Brasilien insgesamt sechs indigene Menschen mit. Vier von ihnen starben noch bei der Rückreise; zwei Kinder von den indigenen Völkern der Juri und Miranha überlebten und wurden nach München gebracht. Diese wurden Johannes und Isabella getauft. Martius hatte sie als Sklaven gekauft, dies aber später als schweren Fehler erkannt. Da sie aus verschiedenen Ethnien stammten, konnten sie sich nicht miteinander verständigen. Sie starben trotz guter medizinischer Fürsorge schon bald.
(Siehe auch Grabrelief der Indianerkinder Juri und Miranha.)
Auf dem Amazonas hatte Martius 1819 beinahe Schiffbruch erlitten. Als Dank für seine Rettung stiftete er ein Kreuz für die Kirche Nossa Senhora da Conceiçao in Santarém, das nach seiner Rückkehr in Deutschland hergestellt und nach Brasilien verschifft wurde.

### Beitrag zur Geschichtsschreibung Brasiliens
1840 richtete das Instituto Histórico e Gegráfico Brasileiro einen Wettbewerb aus, mit dem Ziel das beste Konzept für eine offizielle Geschichte Brasiliens mit einer Goldmedaille zu prämieren. 1843 reichte Martius den Essay Como se deve escrever a história do Brasil ein, der für eine Strukturierung der brasilianischen Geschichte auf Basis einer ethnischen Dreiteilung (indigene, europäische und afrikanische Einflüsse) argumentierte. In Brasilien, wo zu dieser Zeit der Sklavenhandel noch nicht verboten war, erregte der Aufsatz erst in den 1930er-Jahren wirklich große Aufmerksamkeit und wirkt bis heute als Gründungstext der brasilianischen Geschichtsschreibung nach.

### Weitere wissenschaftliche Laufbahn

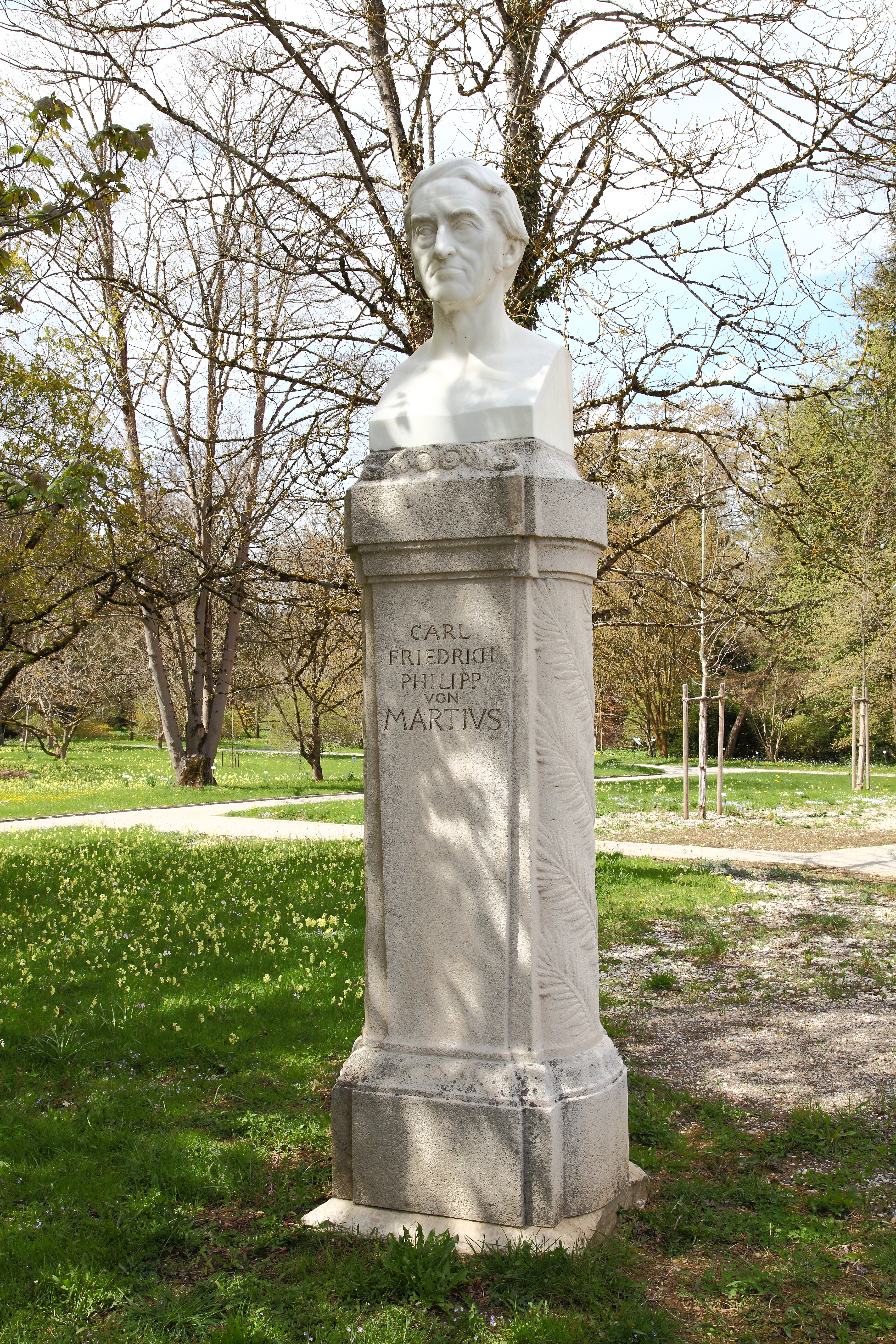
Büste im Münchner Botanischen Garten

1820 wurde Martius in Anerkennung seiner Leistungen bei der Brasilienreise als Ritter des Verdienstordens der Bayerischen Krone in den bayerischen persönlichen Adelsstand erhoben und zum ordentlichen Mitglied der Bayerischen Akademie der Wissenschaften ernannt. 1826 erhielt er eine Professur an der Universität München. 1832 wurde er Direktor des Münchner Botanischen Gartens. Im selben Jahr wurde er Mitglied der Preußischen Akademie der Wissenschaften. 1840 zeichnete ihn die portugiesische Königin Maria II. mit dem Ritterkreuz des Ordens Unserer Lieben Frau von Vila Viçosa aus. Die Académie royale des Sciences, des Lettres et des Beaux-Arts de Belgique nahm ihn 1842 als assoziiertes Mitglied auf. 1845 wurde er in die American Academy of Arts and Sciences und 1855 in die Royal Society of Edinburgh gewählt. 1853 erhielt er den Bayerischen Maximiliansorden für Wissenschaft und Kunst.
Martius war ein bekanntes Mitglied der Münchner Gesellschaft, und in seinem Hause waren viele Wissenschaftler zu Gast. Insbesondere wurde jedes Jahr ein Linné-Fest (23. Mai) mit Liedern, Gedichten und Reden gehalten. Nachdem 1854 König Maximilian II. wegen der Ersten Allgemeinen Deutschen Industrieausstellung den Botanischen Garten deutlich verkleinern ließ, um den Glaspalast zu errichten, trat Martius vorzeitig vom Amt des Direktors des Botanischen Garten zurück.
Martius heiratete 1823 Franziska von Stengel, eine Tochter des Ministerialbeamten Georg von Stengel. Sein Sohn war der Chemiker und Agfa-Gründer Carl Alexander von Martius (1838–1920).
Nach Martius’ Tod wurde seine private Pflanzensammlung großteils nach Brüssel verkauft. Die bedeutenden Aufsammlungen aus Brasilien sind jedoch nach wie vor ein wertvoller Bestand der Botanischen Staatssammlung.

## Grabstätte

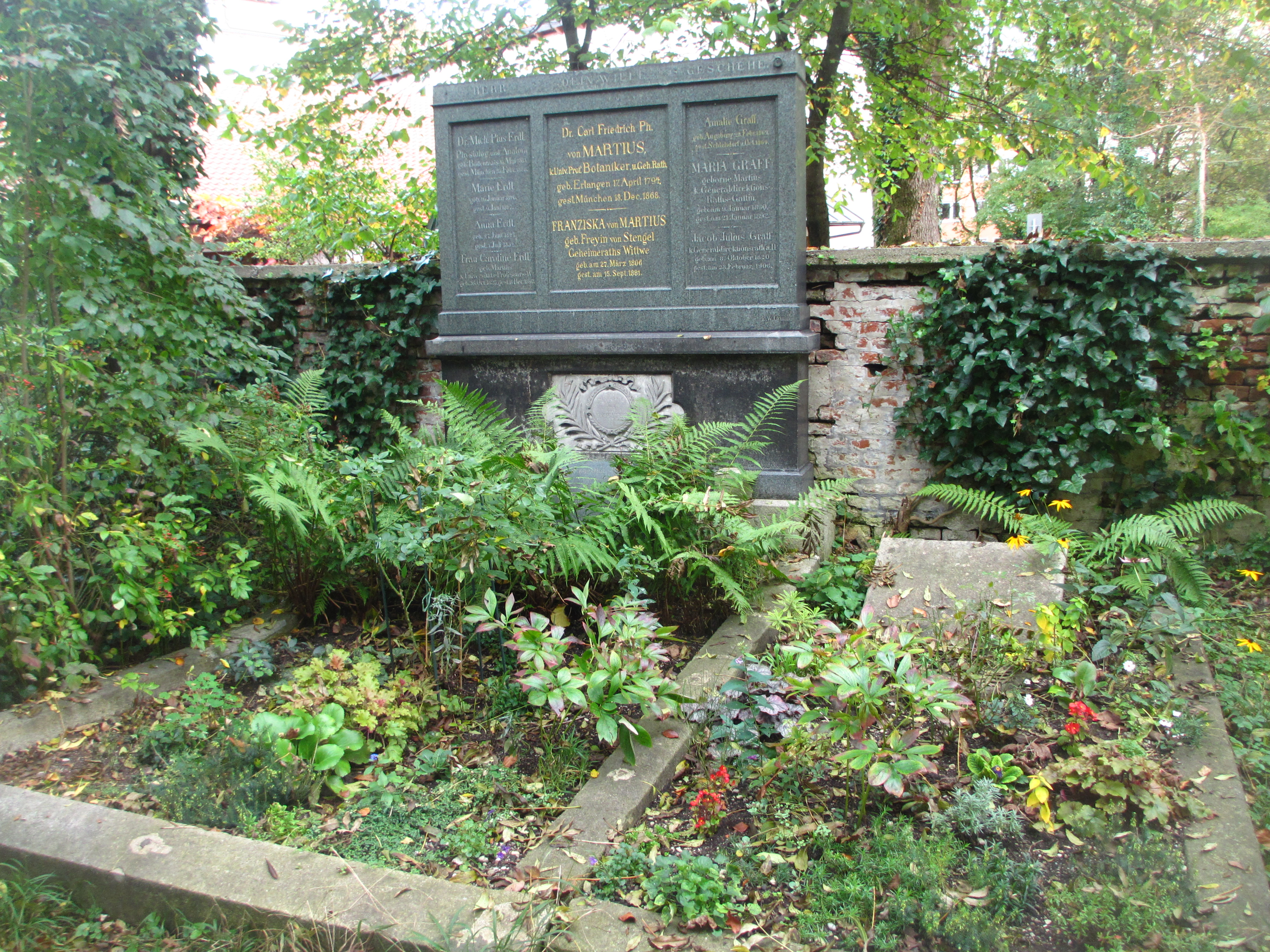
Grab von Carl Martius auf dem Alten Südlichen Friedhof in München

Die Grabstätte von Carl Martius befindet sich auf dem Alten Südlichen Friedhof in München (Mauer Links Platz 312 bei Gräberfeld 15) Standort. In diesem Grab liegt auch der Anatom und Physiologe Michael Pius Erdl.

## Posthume Ehrungen
Martius zu Ehren wurden die Pflanzengattungen Martiodendron Gleason aus der Pflanzenfamilie der Hülsenfrüchtler (Fabaceae), Martianthus Harley & J.F.B.Pastore aus der Familie der Lippenblütler (Lamiaceae) und Martiusella Pierre aus der Familie der Sapotengewächse (Sapotaceae) benannt sowie die Orchideenart Stanhopea martiana.
Martius ist – mit Hans Staden – Namensgeber des Institut Martius-Staden in São Paulo, das sich der Erforschung der Geschichte der deutschen Einwanderung nach Brasilien und dem deutsch-brasilianischen Kulturaustausch widmet.

## Namensgeber für Straße
Nach Carl Martius wurde 1891 in München im Stadtteil Schwabing-Ost (Stadtbezirk 12 - Schwabing-Freimann) die Martiusstraße benannt (Erstnennung). Lage 

## Schriften (Auswahl)
- Flora cryptogamica erlangensis. 1817.
- Nova genera et species plantarum quas in itinere annis MDCCCXVII–MDCCCXX per Brasiliam jussu et auspiciis Maximiliani Josephi I Bavariae regis augustissimi instituto collegit et descripsit. München 1823–1832.
  - Nova Genera et Species Plantarum Brasiliensium. (Digitalisat Tafeln plantillustrations.org – 1823–1832). – (gallica.bnf.fr).
- Icones plantarum cryptogamicarum, quas in itinere annis 1817 ad 1820 per Brasiliam … instituto collegit et descripsit. (mertzdigital.nybg.org – 1828–1834).
- Reise in Brasilien in den Jahren 1817–1820 / Joh. Bapt. von Spix; Carl Friedr. Phil. von Martius (München 1823–1831) (biodiversitylibrary.org).
- zusammen mit Hugo von Mohl und F. J. A. N. Unger: Historia Naturalis Palmarum. (Digitalisat Tafeln: plantillustrations.org – 1823 bis 1853). – (gallica.bnf.fr).
  - Neue Auflage 1856–57 unter dem Titel Genera et species Palmarum. (botanicus.org).
  - The Book of Palms – Das Buch der Palmen. Reprint der Tafeln, mit einem einleitenden Text von H. Walter Lack (Hrsg.) in Deutsch, Englisch und Französisch, Taschen Verlag, Köln 2010, ISBN 978-3-8365-1779-9.
- Palmarum familia ejusque genera denuo illustrata. 1824.
- Auswahl Merkwürdiger Pflanzen des K. Botanischen Gartens zu München. 3 Teile, Brönner, Frankfurt am Main 1829–1831 (Teil 3).
- zusammen mit Franz von Paula Schrank: Hortus regius monacensis. 1829.
- Flora Brasiliensis. (cria.org.br Digitalisat Tafeln: plantillustrations.org). Martius war der Begründer und erste Herausgeber der Reihe, die von 1840 bis 1906 (mit einem Supplement 1915) erschien. Viele Beiträge hierzu steuerte er auch selbst bei.  Die Flora Brasiliensis diente Benjamin Daydon Jackson als eines Grundlagenwerk für die Erstellung des Index Kewensis.[19]
- Beschreibung einiger neuer Nopaleen. In: Nova Acta Physico-Medica Academiae Caesareae Leopoldino-Carolinae Naturae Curiosorum Exhibentia Ephemerides sive Observationes Historias et Experimenta… Band 16, Nummer 1, 1832, S. 322–362 (Textarchiv – Internet Archive).
- Die Kartoffel-Epidemie der letzten Jahre oder die Stockfäule und Räude der Kartoffeln. München 1842. urn:nbn:de:gbv:9-g-3371758.
- Systema materiae medicae vegetabilis Brasiliensis, Lipsiae – Vindobonae 1843. Digitalisierte Ausgabe
- Beitrag zur Natur- und Literär-Geschichte der Agaveen. Sonderdruck aus Gelehrte Anzeigen; 1855 Nr. 44–51 urn:nbn:de:bvb:355-ubr00887-3.
- Beiträge zur Ethnographie und Sprachkunde Amerika's zumal Brasiliens. Neudruck der Ausgabe von 1867 aus 1969
- Frey Apollonio. Roman aus Brasilien, erlebt und erzählt von Hartoman. nach der handschriftlichen Urschrift von 1831, Dietrich Reimer Verlag, Berlin 1992, ISBN 3-496-00418-5.
- Goethe und Martius. Nemayer, Mittenwald 1932, urn:nbn:de:hbz:061:2-169559.